# Felix Wankel
Felix Heinrich Wankel (ur. 13 sierpnia 1902 w Lahr, zm. 9 października 1988 w Heidelbergu) – niemiecki mechanik i konstruktor, opatentował silnik, nazwany od jego nazwiska „silnikiem Wankla”, używany później w niektórych modelach samochodów firm: NSU i Mazda.

## Życiorys

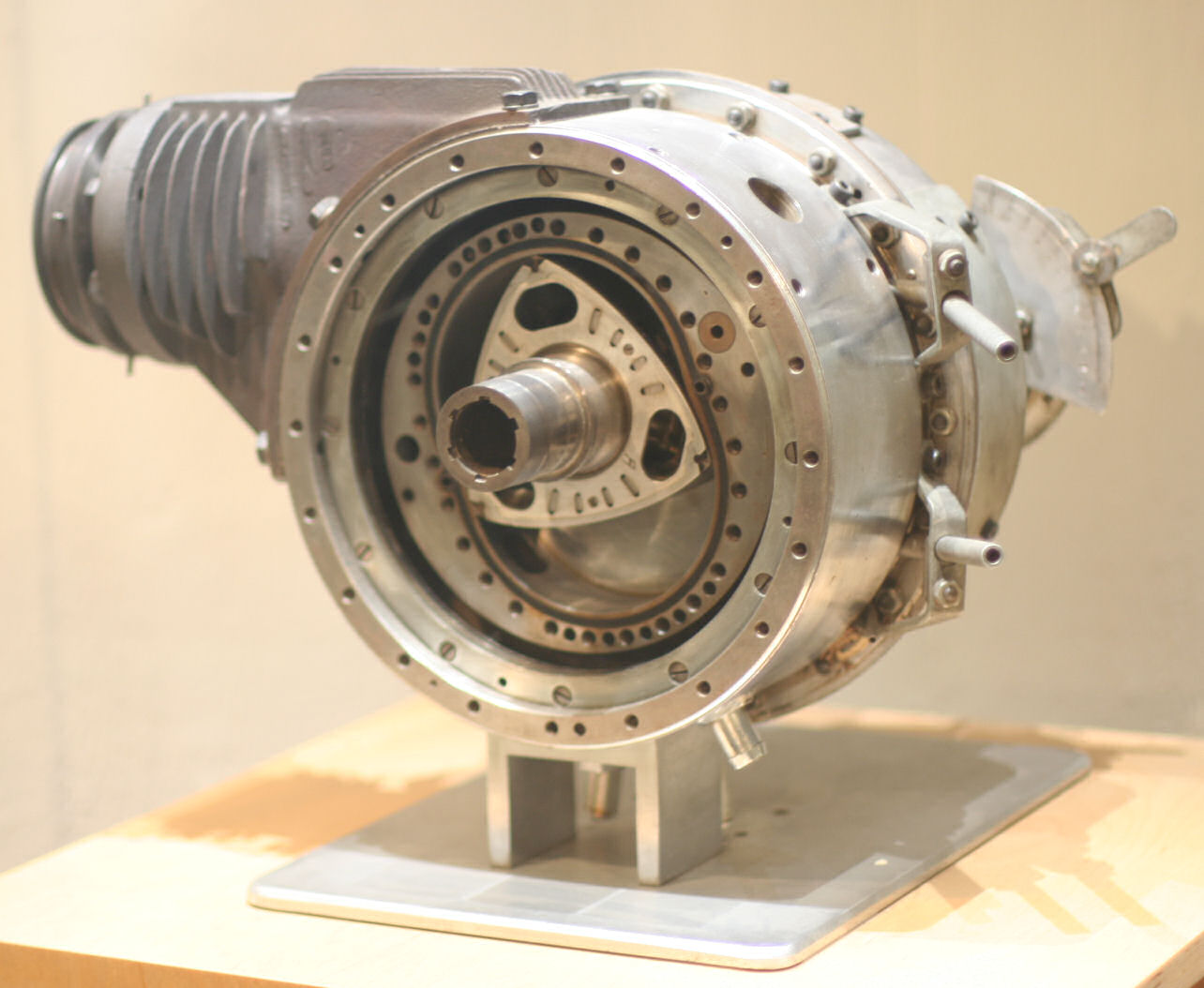
Silnik z tłokiem wirującym, zwany też silnikiem Wankla, typ DKM54

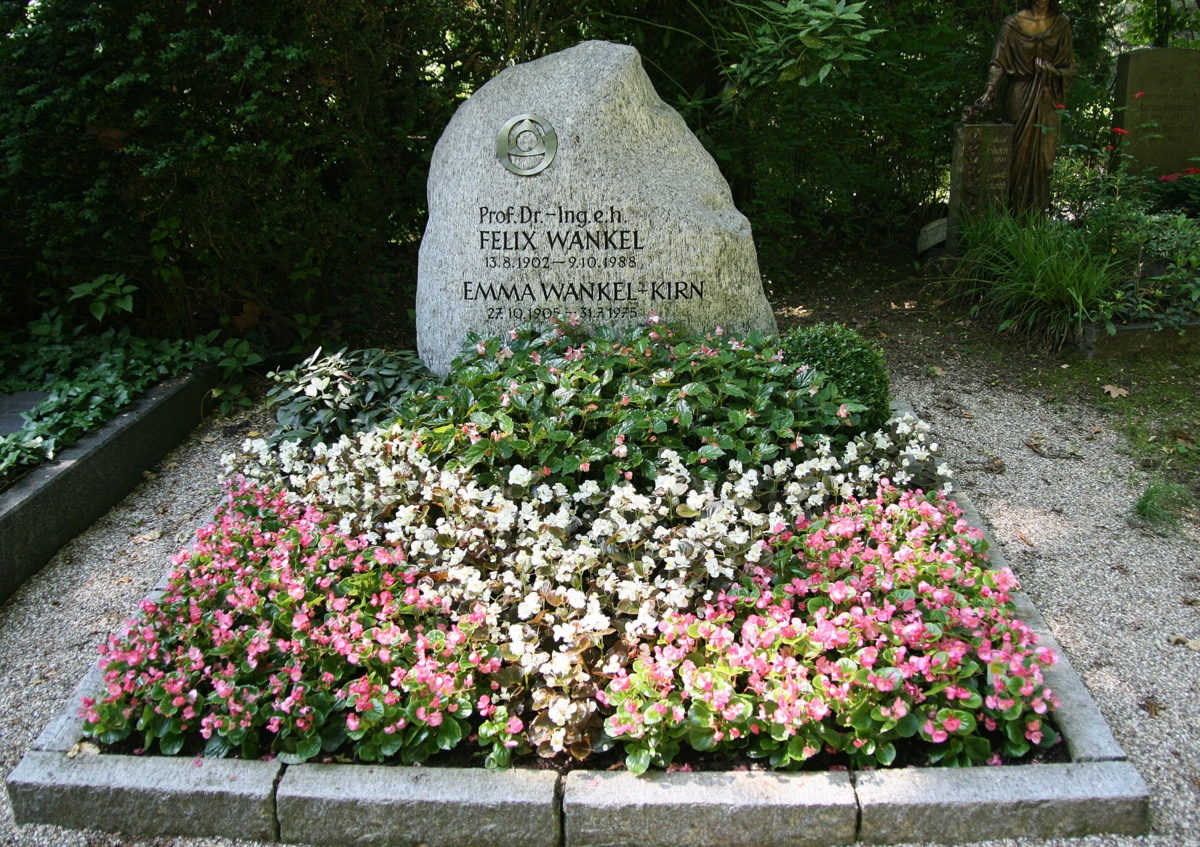
Grób Felixa Wankla na cmentarzu Bergfriedhof w Heidelbergu

Na początku swojej kariery zawodowej sprzedawał, magazynował i drukował książki naukowe w Heidelbergu, jednak w okresie niemieckiego kryzysu po I wojnie światowej utracił pracę i w 1924 otworzył warsztat mechaniczny.
Pierwszy swój patent otrzymał w 1929. Przez wiele lat rozważał nad projektem silnika rotacyjnego, wysyłając patenty przez ponad 60 lat. W 1927 wykonał rysunki schematu „maszyny z wirującym tłokiem bez niejednostajnie poruszających się elementów”. W latach 30. doszło do nieporozumienia między nim a Adolfem Hitlerem, w wyniku czego był więziony przez nazistów przez kilka miesięcy. W 1933 zgłosił wniosek patentowy na silnik z wirującym tłokiem, a otrzymał go w 1936. W czasie II wojny światowej dostarczał uszczelki i silniki z wirującym tłokiem dla niemieckiej Luftwaffe i Kriegsmarine. Po wojnie był więziony przez kilka miesięcy przez aliantów, jego laboratorium zostało zamknięte, a wszystkie dzieła skonfiskowane.
Felix Wankel znany był z obrony praw zwierząt i negatywnego stosunku do wykorzystywania zwierząt w badaniach laboratoryjnych. Zmarł w wieku 86 lat w Heidelbergu. Był laureatem wielu nagród, m.in. Złotego Medalu Związku Inżynierów Niemieckich (1969).